# Pour l'amour de Grace
Pour plus de détails, voir Fiche technique et Distribution.
Pour l'amour de Grace (For the Love of Grace) est un téléfilm américain réalisé par Craig Bryce et diffusé le 30 août 2008 sur Hallmark Channel.

## Fiche technique
- Titre français : Pour l'amour de Grace
- Titre original : For the Love of Grace
- Réalisateur : Craig Bryce
- Scénariste : Paul Ruehl, Ramona Barckert
- Directeur de la photographie : Gerald Packer
- Montage : George Roulston
- Distribution des rôles : Jon Comerford, Lisa Parasyn
- Création des décors : Ingrid Jurek
- Direction artistique : Brad Greaves
- Décorateur de plateau : Kent McIntyre
- Création des costumes : Noreen Landry
- Coordinateur des cascades : Eric Bryson
- Société de production : Whizbang Films, Saving Grace Productions Inc.
- Société de distribution : ThNoreen Landrye Hallmark Channel
- Pays d'origine : États-Unis
- Genre : Film dramatique
- Durée : 89 minutes
- Date de diffusion : 12 juin 2009 en France

## Distribution
- Mark Consuelos (VF : Damien Ferrette) : Steve Lockwood
- Chandra West (VF : Laurence Breheret) : Grace Harlen
- Cara Pifko (VF : Valérie Nosrée) : Jen
- Corbin Bernsen (VF : Philippe Peythieu) : Capitaine Washington
- Ennis Esmer (VF : Jérémy Prévost): Frank Lockwood
- Kevin Jubinville (en) : Cliff
- Stephanie Anne Mills (en) : Michelle
- Rosemary Dunsmore : Alicia
- Dan Petronijevic : Murph
- Cameron Graham : Bill
- Jane Luk : Infirmière
- Justin Kelly : Adolescent
- Gerry Fiorini : Policier